# Turritopsoides brehmeri
Turritopsoides brehmeri is een hydroïdpoliep uit de familie Oceaniidae. De poliep komt uit het geslacht Turritopsoides. Turritopsoides brehmeri werd in 1988 voor het eerst wetenschappelijk beschreven door Calder. 